# Rhyacophila lusitanica
Rhyacophila lusitanica är en nattsländeart som beskrevs av Mclachlan 1884. Rhyacophila lusitanica ingår i släktet Rhyacophila och familjen rovnattsländor. Inga underarter finns listade i Catalogue of Life.